# عجلة دارما

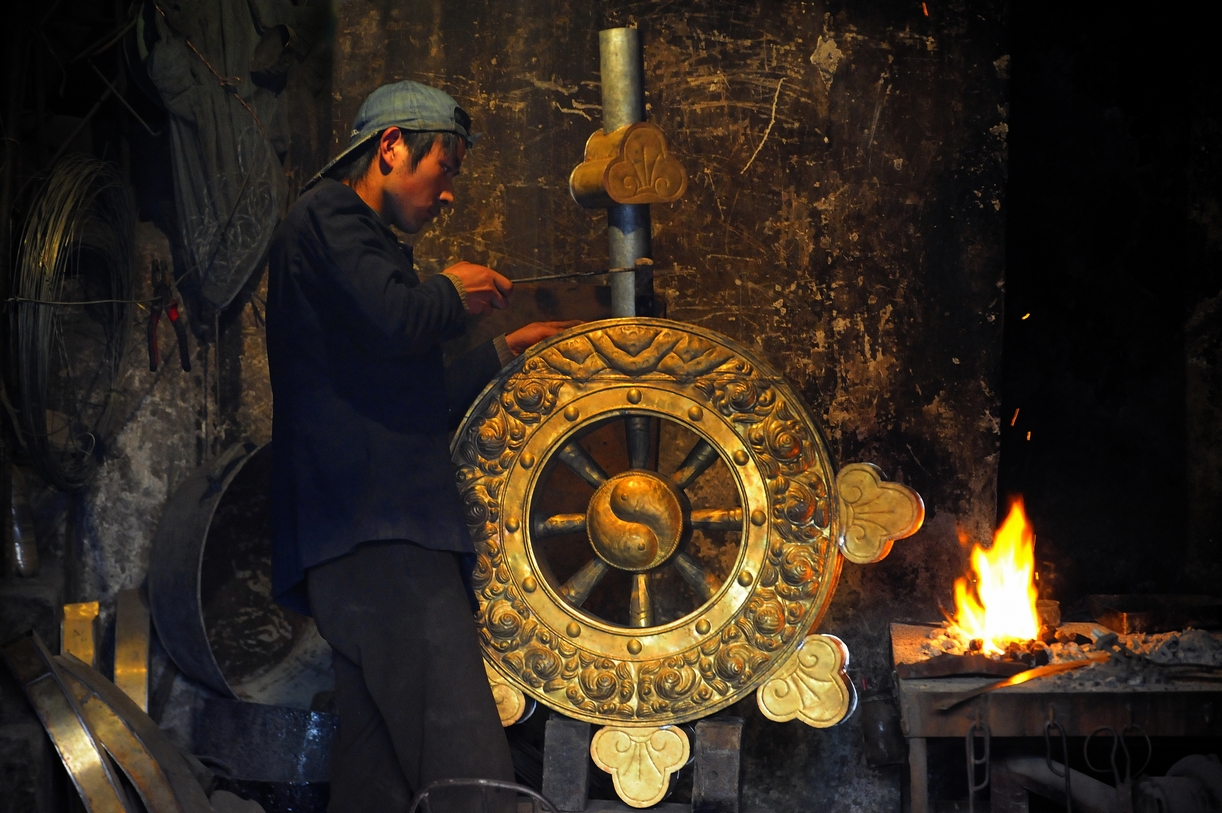
عامل يصنع عجلة دارما في شينينغ

عجلة دارما

عجلة دارما (بالإنجليزية: Dharmacakra)‏ أو عجلة القانون هي الرمز الذي يمثل دارما أو تدريس بوذا للطريق إلى التنوير، منذ فترة مبكرة من بداية الديانة البوذية في الهند. كما ترجمت في بعض الأحيان كعجلة من الذهب أو عجلة القانون.
عجلة دارما تستعمل أيضاً كرمز في الديانة الجاينية. وهو واحد من رموز الأشتامانكالا الثمانية.